# ハンモック (企業)
株式会社ハンモックは、東京都新宿区に本社を置き、ソフトウェア開発を行う日本の企業である。

## 沿革
- 1994年4月1日 - 設立。
- 2024年4月11日 - 東京証券取引所グロース市場へ株式を上場。

## ソフトウェア
- AssetView - IT運用管理ソフトウェア
- ホットプロファイル - 営業支援ツール
- AnyForm OCR - 取引先帳票OCRソフト
- AnyForm FAX CTI - 受注システム
- DX OCR-非定型帳票対応AI OCR
- TeleForm - OCRソフト
- RightFax - 仮想化対応FAXサーバー
- Remark Office OMR - マークシート読み取りソフト

## 拠点
名古屋営業所
- 愛知県名古屋市中区栄2-9-26 ポーラ名古屋ビルA館11F

大阪営業所
- 大阪府大阪市西区江戸堀1-3-3 肥後橋レックスビル5F

福岡営業所
- 福岡県福岡市中央区長浜2-3-6

三陽長浜ビル7階

## CM
いずれのCMにも、生瀬勝久が出演している。
- ホットプロファイル「ホット好きな部長」篇
- ホットプロファイル「いつの間に」篇
- AssetView「ミスする部下」篇
- AssetView「非表示の部下」篇